# 33335 Guibert
33335 Guibert è un asteroide della fascia principale. Scoperto nel 1998, presenta un'orbita caratterizzata da un semiasse maggiore pari a 2,2756289 UA e da un'eccentricità di 0,1631327, inclinata di 1,99321° rispetto all'eclittica.